# Медаль Сильвестра
Медаль Сильвестра (англ. Sylvester Medal) — бронзовая медаль, которую присуждает Лондонское королевское общество с 1901 года за выдающиеся заслуги в области математики. Названа в честь известного английского математика Джеймса Джозефа Сильвестра (1814—1897). К медали прилагается денежная премия в размере 1000 фунтов стерлингов.

## История
Впервые была вручена в 1901 году по предложению группы друзей Сильвестра (в первую очередь Рафаэля Мельдолы). Первоначально Королевское общество присуждало премию каждые три года в размере около 900 фунтов стерлингов. Впоследствии Королевское общество объявило, что начиная с 2009 года премия будет присуждаться каждые два года и будет ориентирована на «учёных на ранней и средней стадии карьеры», а не на признанных математиков. Лауреат премии выбирается комитетом Общества по присуждению наград, который присуждает награды в области физических, а не биологических наук.
По состоянию на 2021 год присуждено 45 медалей, из которых все, кроме 10, вручены гражданам Великобритании, по две — гражданам Франции и США, а по одной медали получены гражданами Новой Зеландии, Германии, Австрии, России, Италии, Швеции и Южной Африки. По состоянию на 2021 год медаль получили три женщины: Мэри Картрайт в 1964 году, Дуза Макдафф в 2018 году и Фрэнсис Кирван в 2021 году.

## Награждённые медалью
| Год  | Лауреат                       | Страна                    | Обоснование награды |
| ---- | ----------------------------- | ------------------------- | --- |
| 1901 | Анри Пуанкаре                 | Франция                   | Оригинальный текст (англ.)«For his many and important contributions to mathematical science.» |
| 1904 | Георг Кантор                  | Германия                  | Оригинальный текст (англ.)«For his brilliant researches in the theories of aggregates and of sets of points of the arithmetic continuum, of transfinite numbers, and Fouriers series.»                                                                                    |
| 1907 | Вильгельм Виртингер           | Австрия                   | Оригинальный текст (англ.)«For his contributions to the general theory of functions.» |
| 1910 | Henry Frederick Baker         | Великобритания            | Оригинальный текст (англ.)«For his researches in the theory of Abelian functions and for his edition of Sylvesters Collected Works.» |
| 1913 | Джеймс Уитбред Ли Глейшер     | Великобритания            | Оригинальный текст (англ.)«For his mathematical researches, especially those in connection with the theory of numbers and the theory of elliptic functions.» |
| 1916 | Жан Гастон Дарбу              | Франция                   | Оригинальный текст (англ.)«For his distinguished contributions to mathematical science.» |
| 1919 | Percy Alexander MacMahon      | Великобритания            | Оригинальный текст (англ.)«For his researches in pure mathematics, especially in connection with the partition of numbers and analysis.» |
| 1922 | Туллио Леви-Чивита            | Италия                    | Оригинальный текст (англ.)«For his researches in geometry and mechanics.» |
| 1925 | Альфред Норт Уайтхед          | Великобритания            | Оригинальный текст (англ.)«For his researches on the foundations of mathematics.» |
| 1928 | Уильям Генри Янг              | Великобритания            | Оригинальный текст (англ.)«For his contributions to the theory of functions of a real variable.» |
| 1931 | Эдмунд Тейлор Уиттекер        | Великобритания            | Оригинальный текст (англ.)«For his original contributions to both pure and applied mathematics.» |
| 1934 | Бертран Рассел                | Великобритания            | Оригинальный текст (англ.)«For his distinguished work on the foundations of mathematics.» |
| 1937 | Огастес Эдвард Хаф Лав        | Великобритания            | Оригинальный текст (англ.)«For his researches in classical mathematical physics, particularly the mathematical theories of elasticity and hydro-dynamics.» |
| 1940 | Годфри Харолд Харди           | Великобритания            | Оригинальный текст (англ.)«For his important contributions to many branches of pure mathematics.» |
| 1943 | Джон Идензор Литлвуд          | Великобритания            | Оригинальный текст (англ.)«For his mathematical discoveries and supreme insight in the analytical theory of numbers.» |
| 1946 | Джордж Невилл Ватсон          | Великобритания            | Оригинальный текст (англ.)«For his distinguished contributions to pure mathematics in the field of mathematical analysis and in particular for his work on asymptotic expansion and on general transforms.»                                                               |
| 1949 | Луис Джоэл Морделл            | Великобритания            | Оригинальный текст (англ.)«For his distinguished researches in pure mathematics, especially for his discoveries in the theory of numbers.» |
| 1952 | Абрам Самойлович Безикович    | Россия / Великобритания   | Оригинальный текст (англ.)«For his outstanding work on almost-periodic functions, the theory of measure and integration and many other topics of theory of functions.» |
| 1955 | Эдвард Чарльз Титчмарш        | Великобритания            | Оригинальный текст (англ.)«For his distinguished researches on the Riemann zeta-function, analytical theory of numbers, Fourier analysis, and eigen-function expansions.»                                                                                                 |
| 1958 | Макс Ньюман                   | Великобритания            | Оригинальный текст (англ.)«For his distinguished contributions to combinatory topology, Boolean algebras and mathematical logic.» |
| 1961 | Холл, Филипп                  | Великобритания            | Оригинальный текст (англ.)«For his distinguished researches in algebra.» |
| 1964 | Мэри Картрайт                 | Великобритания            | Оригинальный текст (англ.)«For her distinguished contributions to analysis and the theory of functions of a real and complex variable.» |
| 1967 | Гарольд Дэвенпорт             | Великобритания            | Оригинальный текст (англ.)«For his many distinguished contributions to the theory of numbers.» |
| 1970 | George Frederick James Temple | Великобритания            | Оригинальный текст (англ.)«For his many distinguished contributions to applied mathematics, especially in his work on distribution theory.» |
| 1973 | Джон Касселс                  | Великобритания            | Оригинальный текст (англ.)«For his numerous important contributions to the theory of numbers.» |
| 1976 | David George Kendall          | Великобритания            | Оригинальный текст (англ.)«For his many distinguished contributions to probability theory and its applications.» |
| 1979 | Грэм Хигман                   | Великобритания            | Оригинальный текст (англ.)«For his distinguished and profoundly influential contributions to the theory of finite and infinite groups.» |
| 1982 | Джон Фрэнк Адамс              | Великобритания            | Оригинальный текст (англ.)«For his solution of several outstanding problems of algebraic topology and of the methods he invented for this purpose which have proved of prime importance in the theory of the subject.»                                                    |
| 1985 | Джон Григгс Томпсон           | США                       | Оригинальный текст (англ.)«For his fundamental contributions leading to the complete classification of all finite simple groups.» |
| 1988 | Терри Уолл                    | Великобритания            | Оригинальный текст (англ.)«For his contributions to the topology of manifolds and related topics in algebra and geometry.» |
| 1991 | Клаус Фридрих Рот             | Великобритания            | Оригинальный текст (англ.)«For his many contributions to number theory and in particular his solution of the famous problem concerning approximating algebraic numbers by rationals.»                                                                                     |
| 1994 | Peter Whittle                 | Новая Зеландия            | Оригинальный текст (англ.)«For his major distinctive contributions to time series analysis, to optimisation theory, and to a wide range of topics in applied probability theory and the mathematics of operational research.»                                             |
| 1997 | Гарольд Коксетер              | Великобритания / Канада   | Оригинальный текст (англ.)«For his achievements in geometry, notably projective geometry, non-euclidean geometry and the analysis of spatial shapes and patterns, and for his substantial contributions to practical group-theory which pervade much modern mathematics.» |
| 2000 | Найджел Хитчин                | Великобритания            | Оригинальный текст (англ.)«For his important contributions to many parts of differential geometry combining this with complex geometry, integrable systems and mathematical physics interweaving the most modern ideas with the classical literature.»                    |
| 2003 | Леннарт Карлесон              | Швеция                    | Оригинальный текст (англ.)«For his deep and fundamental contributions to mathematics in the field of analysis and complex dynamics.» |
| 2006 | Питер Свиннертон-Дайер        | Великобритания            | Оригинальный текст (англ.)«For his fundamental work in arithmetic geometry and his many contributions to the theory of ordinary differential equations.» |
| 2009 | Джон М. Болл                  | Великобритания            | Оригинальный текст (англ.)«For his seminal work in mechanics and nonlinear analysis and his encouragement of mathematical research in developing countries.» |
| 2010 | Graeme Segal                  | Великобритания            | Оригинальный текст (англ.)«For his highly influential and elegant work on the development of topology, geometry and quantum field theory, bridging the gap between physics and pure mathematics.»                                                                         |
| 2012 | John Francis Toland           | Великобритания / Ирландия | Оригинальный текст (англ.)«For his original theorems and remarkable discoveries in nonlinear partial differential equations, including applications to water waves.» |
| 2014 | Бен Грин                      | Великобритания            | Оригинальный текст (англ.)«For his famous result on primes in arithmetic progression, and his subsequent proofs of a number of spectacular theorems over the last five to ten years.»                                                                                     |
| 2016 | Тимоти Гауэрс                 | Великобритания            | Оригинальный текст (англ.)«For his groundbreaking results in the theory of Banach spaces, pure combinatorics, and additive number theory.» |
| 2018 | Дуза Макдафф                  | Великобритания            | Оригинальный текст (англ.)«For leading the development of the new field of symplectic geometry and topology.» |
| 2019 | Питер Сарнак                  | США / Южная Африка        | Оригинальный текст (англ.)«For transformational contributions across number theory, combinatorics, analysis and geometry.» |
| 2020 | Брайан Джон Бёрч              | Великобритания            | Оригинальный текст (англ.)«For work that has played a major role in driving the theory of elliptic curves, through the Birch-Swinnerton-Dyer conjecture and the theory of Heegner points.»                                                                                |
| 2021 | Frances Kirwan                | Великобритания            | Оригинальный текст (англ.)«For her research on quotients in algebraic geometry, including links with symplectic geometry and topology, which has had many applications.»                                                                                                  |
| 2022 | Roger Heath-Brown             | Великобритания            | Оригинальный текст (англ.)«For his many important contributions to the study of prime numbers and solutions to equations in integers.» |
| 2023 | Майлз Рид                     | Великобритания            | Оригинальный текст (англ.)«For his exceptionally creative research and fundamental insights into higher-dimensional algebraic geometry, in particular the minimal model program for 3-folds, and for untiring work for the community of algebraic geometers.»             |
| 2024 | Philip Maini                  | Великобритания            | Оригинальный текст (англ.)«For his contributions to mathematical biology, especially the interdisciplinary modelling of biomedical phenomena and systems.» |